# Гандольфи, Гаэтано
Гаэтано Гандольфи (итал. Gaetano Gandolfi; 30 или 31 августа 1734, Сан-Маттео-делла-Децима — 20 июня 1802, Болонья) — итальянский живописец, рисовальщик и гравёр академического направления Болонской школы. Брат живописца Убальдо Гандольфи.

## Биография
Гаэтано родился в Сан-Маттео-делла-Децима коммуны Сан-Джованни-ин-Персичето недалеко от Болоньи в семье художников. Его брат — живописец Убальдо Гандольфи. Сыновья Мауро и Демокрито (который стал учеником Антонио Кановы) и дочь Клементина также были художниками. Вместе они считаются одними из последних представителей манеры живописи, характерной для болонской школы.
Гаэтано Гандольфи вместе со старшим братом учился в Академии Клементина, его учителями были Феличе Торелли и Эрколи Лелли. Будучи в академии получил несколько наград за рисунок и скульптуру. Сильное влияние на творчество художника оказал Джованни Баттиста Тьеполо. Начинал с того, что копировал картины Тициана, Веронезе, Тинторетто, а затем С. Риччи, Дж. Пьяцетта и, прежде всего, Дж. Б. Тьеполо; а затем картины Ч. Маратти, П. Батони, пастели Розальбы Каррьеры, жанровые сцены П. Лонги и портреты его сына Алессандро.
Гаэтано писал алтарные образы, фрески, гравировал по картинам других художников.